# سكوت فيلك
سكوت فيلك (بالإنجليزية: Scott Wilk)‏ هو سياسي أمريكي، ولد في 16 مارس 1959 في لانكستر في الولايات المتحدة. حزبياً، نشط في الحزب الجمهوري الكاليفورني ‏ والحزب الجمهوري. وقد انتخب عضو جمعية ولاية كاليفورنيا.

## وصلات خارجية
- الموقع الرسمي